# Raphaël Goldman
Raphaël Goldman (25 luglio 1987) è un attore francese.

## Filmografia parziale
- Marcel!, regia di Jean Achache (2004)
- Les Fautes d'orthographe, regia di Jean-Jacques Zilbermann (2004)
- Camping, regia di Fabien Onteniente (2006)
- Summer Dreams (Cœur Océan) - serie TV, 28 episodi (2006-2007)
- Brassens, la mauvaise réputation, regia di Gérard Marx - film TV (2011)
- The unlikely girl, regia di Wei Ling Chang (2012)